# Mariä Himmelfahrt (Holzheim)

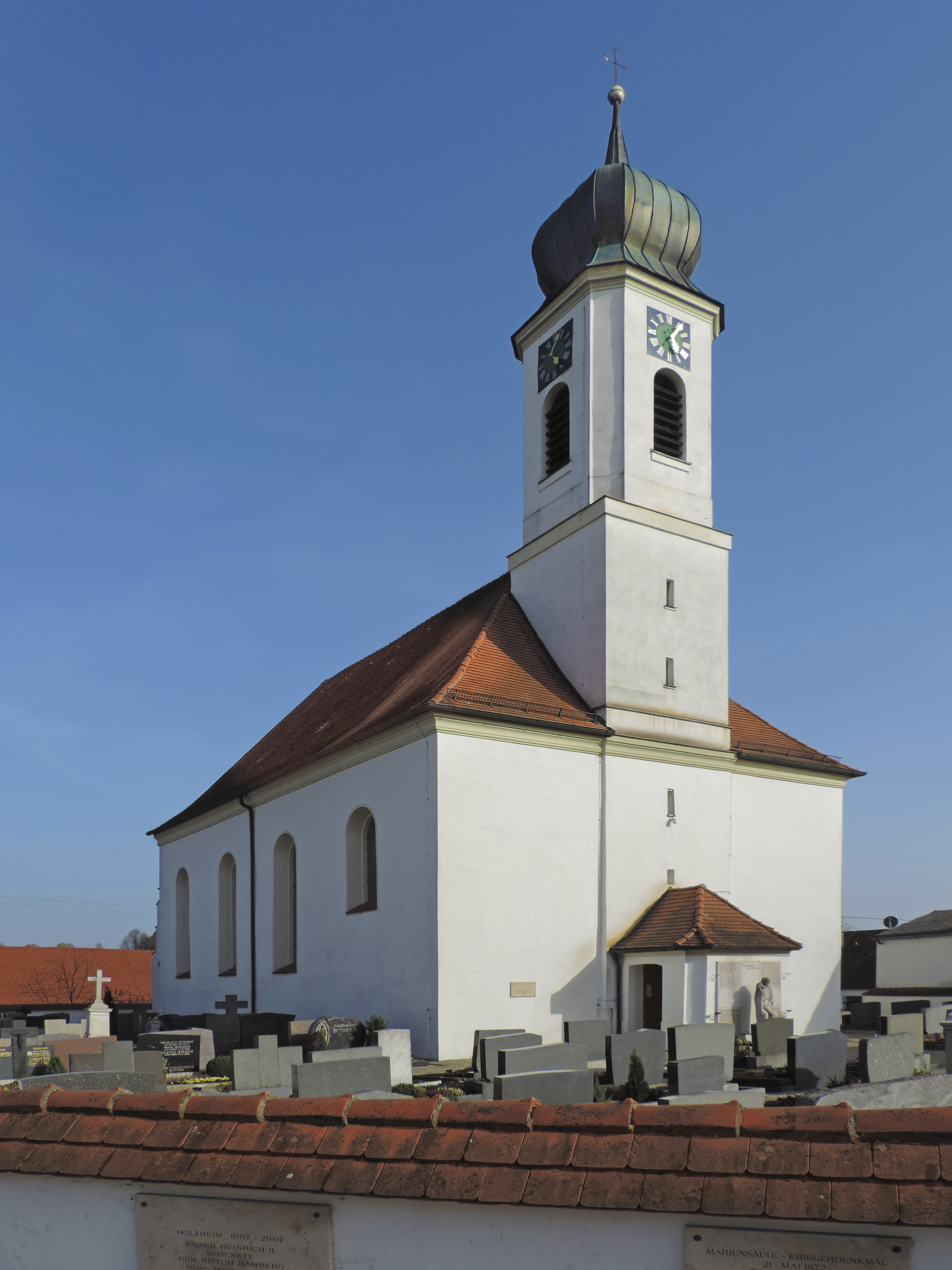
Mariä Himmelfahrt in Holzheim

Die römisch-katholische Pfarrkirche Mariä Himmelfahrt steht in Holzheim, einer Gemeinde im schwäbischen Landkreis Donau-Ries von Bayern. Das Bauwerk ist in der Liste der Baudenkmäler in Holzheim (Donau-Ries) als Baudenkmal unter der Nr. D-7-79-163-1 eingetragen. Die Pfarrei gehört zum Dekanat Donauwörth des Bistums Augsburg.

## Beschreibung
Die Saalkirche wurde um 1570/75 erbaut. Sie besteht aus einem Langhaus, einem eingezogenen, segmentbogig geschlossenen Chor im Osten, der von Strebepfeilern gestützt wird, einem Mitte des 18. Jahrhunderts in die Fassade eingestellten Kirchturm im Westen und der Sakristei mit einem Oratorium an der Südwand des Chors. Der Kirchturm wurde mit einem Geschoss mit abgeschrägten Ecken, das die Turmuhr und den Glockenstuhl beherbergt, aufgestockt, und mit einer Zwiebelhaube bedeckt. Der Innenraum des Langhauses ist mit einem Stichkappengewölbe überspannt. Zur Kirchenausstattung gehören der um 1760 gebaute Hochaltar, die um 1750 errichtete Kanzel und das um 1570 entstandene Taufbecken.